# Brian Moorman
Brian Donald Moorman (født 5. februar 1976 i Wichita, Kansas, USA) er en amerikansk footballspiller, der spiller i NFL som punter for Buffalo Bills. Han kom ind i ligaen i 1999 og har desuden repræsenteret Dallas Cowboys. 
Moorman regnes som en af de mest stabile puntere i ligaen, og er to gange, i 2005 og 2006 blevet udtaget til Pro Bowl, NFL's All Star-kamp.

## Klubber
- Buffalo Bills (2001–2012)
- Dallas Cowboys (2012)
- Buffalo Bills (2013-)